# يوهان أندرياس واغنر
يوهان أندرياس واغنر (بالألمانية: Johann Andreas Wagner) عالم ألماني اختص في دراسة علم الأحياء القديمة، علم الحيوان وعلم الآثار.كتب العديد من الأعمال الهامة في علم الأحياء القديمة.